# Glaucodon ballaratensis
Glaucodon ballaratensis és una espècie extinta de metateri dasiüromorf de la família dels dasiúrids. Estava emparentat amb els gats marsupials i diables de Tasmània i visqué durant el Pliocè. Era carnívor i és conegut exclusivament a partir d'un os mandibular descobert a prop de Ballarat, a Victòria (Austràlia).